# Sergio Rubini

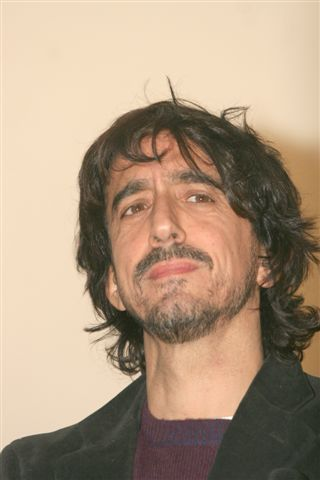
Sergio Rubini, 2008

Sergio Rubini (* 21. Dezember 1959 in Grumo Appula) ist ein italienischer Schauspieler, Regisseur und Drehbuchautor. Er war viele Jahre mit der Schauspielerin Margherita Buy, die zu den profiliertesten Darstellerinnen des italienischen Kinos gehört, verheiratet.

## Filmografie (Auswahl)
- 1977: A Man Called Magnum (Napoli si ribella)
- 1985: Absturz in die Hölle (Figlio mio infinitamente caro…)
- 1985: Giulia (Desiderando Giulia)
- 1986: Die Affäre Aldo Moro (Il caso Moro)
- 1987: Der große Blek (Il grande Blek)
- 1987: Fellinis Intervista (Intervista)
- 1988: Stray Days – Heiß auf Liebe (I giorni randagi)
- 1989: Es leben die Toten (Mortacci)
- 1990: La Stazione – Der Bahnhof (La stazione) (auch Drehbuch und Regie)
- 1992: Die geheimnisvolle Blonde (La Bionda) (auch Regie)
- 1994: Eine reine Formalität (Una pura formalità)
- 1997: Nirvana
- 1998: Der Graf von Monte Christo (Le Comte de Monte-Cristo)
- 1998: Die letzte Station
- 1999: Der talentierte Mr. Ripley (The Talented Mr. Ripley)
- 2004: Die Passion Christi (The Passion of Christ)
- 2005: Handbuch der Liebe (Manuale d‘amore)
- 2006: Commediasexi
- 2006: La Terra (auch Drehbuch und Regie)
- 2009:  Maria, ihm schmeckt’s nicht
- 2009: Im Schatten des Genies (L’uomo nero) (auch Drehbuch und Regie)
- 2013: Road 47 – Das Minenkommando (A estrada 47)
- 2021: Die Geschichte meiner Frau (The Story of My Wife)

## Weblink
- Sergio Rubini bei IMDb

| Personendaten    | Personendaten              |
| ---------------- | -------------------------- |
| NAME             | Rubini, Sergio             |
| KURZBESCHREIBUNG | italienischer Schauspieler |
| GEBURTSDATUM     | 21. Dezember 1959          |
| GEBURTSORT       | Grumo Appula, Italien      |